# Блумфілд (Небраска)
Блумфілд (англ. Bloomfield) — місто (англ. city) в США, в окрузі Нокс штату Небраска. Населення — 986 осіб (2020).

## Географія
Блумфілд розташований за координатами 42°35′54″ пн. ш. 97°38′53″ зх. д. / 42.59833° пн. ш. 97.64806° зх. д. (42.598412, -97.648137).  За даними Бюро перепису населення США в 2010 році місто мало площу 2,11 км², уся площа — суходіл.

## Демографія
Згідно з переписом 2010 року, у місті мешкало 1028 осіб у 500 домогосподарствах у складі 275 родин. Густота населення становила 486 осіб/км².  Було 565 помешкань (267/км²).
Расовий склад населення:
| - 95,9 % — білих - 2,0 % — корінних американців - 0,1 % — азіатів |

До двох чи більше рас належало 1,8 %. Частка іспаномовних становила 2,0 % від усіх жителів.
За віковим діапазоном населення розподілялося таким чином: 17,6 % — особи молодші 18 років, 51,5 % — особи у віці 18—64 років, 30,9 % — особи у віці 65 років та старші. Медіана віку мешканця становила 53,1 року. На 100 осіб жіночої статі у місті припадало 86,2 чоловіків;  на 100 жінок у віці від 18 років та старших — 79,4 чоловіків також старших 18 років.
Середній дохід на одне домашнє господарство  становив 48 207 доларів США (медіана — 35 000), а середній дохід на одну сім'ю — 59 437 доларів (медіана — 45 625). Медіана доходів становила 42 443 долари для чоловіків та 26 964 долари для жінок. За межею бідності перебувало 19,0 % осіб, у тому числі 27,0 % дітей у віці до 18 років та 19,2 % осіб у віці 65 років та старших.
Цивільне працевлаштоване населення становило 433 особи. Основні галузі зайнятості: освіта, охорона здоров'я та соціальна допомога — 20,3 %, роздрібна торгівля — 12,2 %, мистецтво, розваги та відпочинок — 11,5 %.